# Chi1 Orionis
χ1 Orionis è una stella gialla di sequenza principale nella costellazione di Orione, di classe spettrale G0V. Si trova a 28,3 anni luce di distanza dal Sistema solare ed ha una magnitudine apparente di +4,39.

## Caratteristiche fisiche
χ1 Orionis è un sistema binario: la stella principale, infatti, ha una debole compagna di massa stimata pari al 15% di quella del Sole, una nana rossa con un periodo orbitale di 14,1 anni ed una classe spettrale M6. La compagna orbita ad una distanza media dalla primaria di 6,1 unità astronomiche e la sua orbita ha un'elevata eccentricità.
La principale è una stella gialla di sequenza principale molto simile al Sole, massa e raggio sono pressoché equivalenti, è solo leggermente più calda (5960 K), anche se appare molto più giovane del Sole. La giovane età comporta che la stella sia in rapida rotazione, tre volte più veloce del Sole, e la forte attività magnetica generata causa una variabilità del tipo RS Canum Venaticorum, con una variazione di 0,03 magnitudini della sua luminosità.

## Occultazioni
Per la sua posizione prossima all'eclittica, tale stella è talvolta soggetta ad occultazioni da parte della Luna e, più raramente, dei pianeti, generalmente quelli interni.
L'ultima occultazione lunare di χ1 Orionis è stata visibile il 6 ottobre 2012..